# سد قدیمی طرق
سد قدیمی طرق یا بند تاریخی طرق؛ نام سدی تاریخی مربوط به دورهٔ تیموری است و در شهرستان مشهد، ۵۰ کیلومتری غرب شهرک طرق واقع شده و این اثر در تاریخ ۱۳ بهمن ۱۳۸۸ با شمارهٔ ثبت ۲۹۲۷۹ به‌عنوان یکی از آثار ملی ایران به ثبت رسیده‌است.